# Leopoldo Galtieri
Leopoldo Fortunato Galtieri Castelli, född 15 juli 1926 i Caseros, provinsen Buenos Aires, död 12 januari 2003 i Buenos Aires, var en argentinsk militär, juntamedlem och de facto Argentinas president 1981–1982.
Galtieri stödde militärkuppen i Argentina som avsatte president Isabel Perón 1976, och den efterföljande militärjuntan som kom att styra landet 1976–1983. År 1980 blev han överbefälhavare över Argentinas armé, och i december 1981 blev han de facto president efter att Roberto Viola avsatts. Galtieris regim fortsatte juntans repressiva inrikespolitik, inte minst genom det smutsiga kriget. Utrikespolitiskt knöts nära relationer med USA under Ronald Reagan, och Galtieri bidrog liksom USA med ekonomiskt stöd till Contras i Nicaragua.
Under Galtieri fördes en nyliberal ekonomisk politik av finansministern Roberto Alemann, vilken innehöll vissa privatiseringar av statligt ägda verksamheter och frysta löner. För att avleda det inhemska missnöjet med juntans politik och den ekonomiska situationen i landet lät Galtieri besätta den brittiska ögruppen Falklandsöarna den 2 april 1982. Det efterföljande Falklandskriget kom att leda till Galtieris avgång, militärregimens fall och demokratins återinförande i Argentina.